# Lonchocarpus margaritensis
Lonchocarpus margaritensis är en ärtväxtart som beskrevs av Henri François Pittier. Lonchocarpus margaritensis ingår i släktet Lonchocarpus och familjen ärtväxter. Inga underarter finns listade i Catalogue of Life.